# هاجر تربیت
هاجر تربیت (۱۲۸۵ خورشیدی - ۲۱ دی ۱۳۵۲) کنشگر اجتماعی و سیاستمدار اهل ایران بود.

## زندگی‌نامه
هاجر تربیت در سال ۱۲۸۴ خورشیدی در استانبول ترکیه در روزهای پر تب و تاب انقلاب مشروطه به دنیا آمد. پدر او، حسین‌قلی تربیت از کارمندان دولت و از اعضای محلی سفارت ایران در ترکیه زمان خود بود. بدین‌ترتیب، هاجر تحصیلات دروس دورهٔ متوسطه را در استانبول فرا گرفت. وی به سه زبان عربی، فرانسه و انگلیسی آشنایی داشت و در سفارت ایران در عثمانی مشغول به کار شد. در همین زمان بود که با محمدعلی تربیت یکی از روشن‌فکران سرشناس و از آزادی‌خواهان مشروطیت آذربایجان آشنا شد. وی همسر اول خود را از دست داده بود و همین آشنایی، منجر به ازدواج با هاجر در سال ۱۳۰۱ شد. او پس از ازدواج با محمدعلی تربیت به ایران آمد.
وی از ۱۳۱۰ به مدت ده سال مدیر مدرسهٔ دوشیزگان در تبریز شد. بعد از مادام هس، هاجر تربیت برای سال‌ها مدیر دانشسرای دختران در ایران بود. از سال ۱۳۱۴ عضو کانون بانوان بود. هاجر تربیت از کسانی بود که روز ۱۷ دی ۱۳۱۴ در مراسم کشف حجاب دانشسرای دختران خطابه‌ای را ایراد کرد. پس از آن‌که رضاشاه در سال ۱۳۱۸ دستور داد تا ریاست مدارس خارجیان بر عهدهٔ ایرانیان باشد هاجر تربیت به ریاست دبیرستان نوربخش (مدرسهٔ آمریکایی‌ها) منصوب شد. هشت سال بعد ریاست دبیرستان به زن دیگری محول شد و هاجر با سمت بازرس فعالیت خود را ادامه داد. در سال ۱۳۱۹ هنگامی که بنگاه حمایت مادران و نوزادان تأسیس شد، تربیت نیز به عضویت هیئت مدیرهٔ بنگاه آن انتخاب و سمت دبیری کل آن بنگاه را به عهده داشت. وی بارها از تریبون مجلس به‌مناسبت تأسیس بنگاه حمایت مادران و کودکان که روز مادر نام‌گذاری شده بود، سخنرانی نمود. او ضمن اشاره به این‌که در این بنگاه خدمت می‌کند، افزود: «یکی از بهترین و مهم‌ترین مؤسساتی است که تا حال به صحت و سلامت مادران و کودکان، خدمات شایانی کرده‌است.». همچنین در جلسهٔ ۲۷۷ اشاره کرد که: «بنگاه حمایت مادران که سال‌های سال است به این مملکت خدمت می‌کند یکی از درآمدهایش همان کمک شهرداری بوده و هست.»

## فعالیت‌های سیاسی
او در کنار صفیه نمازی و فاطمه سیاح حزب زنان ایران ایران را تشکیل داد. او یکی از ۴ نفری بود که در نوشتن اساسنامهٔ این حزب نقش داشت. وی از سال ۱۳۲۱ عضو حزب زنان ایران بود. او با ایجاد مجالس سخنرانی، نمایش‌ها، کلوپ‌های ورزشی، کتابخانه و کلاس‌های اکابر، به توسعهٔ فعالیت‌های زنان پرداخت. در سال ۱۳۲۴ توسط بانوان اعضای شورای زنان، به شهرداری تهران پیشنهاد شد که در ادارهٔ امور بنگاه‌های خیریه کمک نماید. بدین‌ترتیب انجمن معاونت عمومی زنان شهر تهران دایر گردید که تربیت، یکی از اعضای فعال دبیرخانه و نایب رئیس این انجمن بود و از طرف بانوان فعال کشور بخش شیر و خورشید سرخ بانوان تأسیس گردید و تربیت نیز به عضویت در کمیتهٔ مرکزی این جمعیت و ریاست کمیسیون سازمان دختران انتخاب و در این راه به فعالیت مشغول شد.
تربیت در سال ۱۳۲۸ از طرف وزارت کشور به سمت ریاست ادارهٔ امور اجتماعی وزارت کشور و چهار دایرهٔ فرهنگی، بهداشتی، تربیتی و خیریه (اجتماعی) منصوب شد. چهار سال بعد، دولت این اداره را منحل کرد و هاجر تربیت به سمت بازرس منصوب شد. او همچنین کودکستانی را تحت نظر خود، در وزارت کشور دایر کرد.

### نمایندگی مجلس شورای ملی
هاجر تربیت از جمله نخستین زنانی بود که در دوره بیست و یکم و بیست و دوم مجلس شورای ملی به‌عنوان نمایندهٔ مردم تهران انتخاب شد. وی در دورهٔ بیست‌ویکم با کسب ۱۷۰٬۱۱۲ رأی از مجموع ۲۷۱٬۴۲۰ رأی، اکثریت آرا را به خود اختصاص داد. علاوه بر هاجر تربیت در این دورهٔ مجلس پنج زن دیگر نیز با نام‌های: نیره ابتهاج سمیعی، شوکت ملک‌جهانبانی، مهرانگیز دولتشاهی، فرخ‌رو پارسا و نزهت نفیسی حضور داشتند. در میان آن‌ها شوکت ملک‌جهانبانی و پس از او، هاجر تربیت، بیشترین سخنرانی را در مجلس بیست‌ویکم داشتند.
نشریهٔ زن روز در ارزیابی خود از زنان نمایندهٔ مجلس دورهٔ بیست‌ویکم شورای ملی دربارهٔ هاجر تربیت چنین نوشته بود: «در مجلس شورای ملی خانم هاجر تربیت، جمعاً ۱۳ بار از تریبون مجلس استفاده کرده‌اند، یعنی هر دوماه و نیم، یک‌بار و روی‌هم‌رفته سه ساعت و ۱۵ دقیقه حرف زده‌اند. موضوعاتی که خانم تربیت دربارهٔ آن‌ها گفتگو کرده عبارت‌اند از: ۲۱ آذر؛ نقص بهداشت، ۱۷ دی، تحصیل جوانان در خارج، ۶ بهمن، مبارزه با بی‌سوادی، عدم بازگشت جوانان ایرانی از خارج، مشکلات جوانان در تحصیل، کنگرهٔ زنان ایران، شرکت زنان در کلاس‌های مبارزه با بی‌سوادی، هفتهٔ کتاب، اعلامیهٔ حقوق بشر و خانوادهٔ ایرانی، روز مادر، سوم اسفند.» همچنین در این مقاله به زنان نمایندهٔ مجلس انتقاد شد و وقتی کارنامهٔ این زنان را بررسی کردند، معتقد بودند که این زنان هیچ‌کاری برای زنان از پیش نمی‌برند و حتی این زنان را به بی‌جرئتی متهم کرد که شجاعت و جسارت سخنرانی‌های کوبنده و نقد کردن مسائل مختلف را ندارند. نمایندگان دورهٔ بیست‌ویکم مجلس شورای ملی به نمایندگی از کارگران، کشاورزان، روشن‌فکران و زنان، لوایحی را ارائه می‌دادند. از این‌رو بیشتر لوایحی که تربیت در مجلس، طرح یا در آن مشارکت کرده بود بی‌ارتباط به مسائل زنان و همین‌طور حقوق زنان و کودکان نبود.
وی در بیست و دومین دوره مجلس نیز با کسب ۲۲۴٬۳۱۴ رأی از ۲۷۵٬۱۸۴ رأی مأخوذه، حائز اکثریت آرا شد. عملکرد او در مجلس، در حوزهٔ زنان، طرح و تصویب لایحه حمایت از خانواده، توسعهٔ مراکز سوادآموزی و حرفه‌آموزی، همکاری با وزارت بهداری در امر بهداشت و تنظیم خانواده بود. شعارهای او مبنی بر سهیم شدن زنان روستایی در درآمد مزارعی که روی آن کار می‌کردند، همچنین سهیم شدن زنان در دارایی خانواده بود. وی توجه خاصی به برگزاری جشن‌های ۲۵۰۰ ساله شاهنشاهی ایران داشته‌است. بیشترین صحبت وی در مجلس دربارهٔ روز مادر و مقام مادر و سپس ۱۷ دی بود. او از ستایشگران رضاشاه و محمدرضا شاه بود.

### نمایندگی مجلس سنا
بعدها در دوره ششم مجلس سنا (از ۱۳۵۰ تا ۱۳۵۴) نام هاجر تربیت هم در لیست سناتورهای زن قرار گرفت. او از حوزهٔ تهران به‌صورت انتخابی وارد سنا شد.

## بیماری و درگذشت
وی در سال ۱۳۴۵، نامه‌ای به ریاست مجلس شورای ملی می‌نویسد: «مبنی بر تقاضای حق استعلاج» که مبتلا به درد مفاصل و فشار خون است و به استراحت و معالجه نیاز دارد. سرانجام تربیت در ۲۹ دی ماه ۱۳۵۲ در دورهٔ سناتوری‌اش درگذشت.

## تالیفات
او تألیفات زیادی از خود به‌جا گذاشت که از جمله تألیفات او: رسالهٔ زن در قرن بیستم و بیش از ۱۲۰ داستان از انگلیس و فرانسه چاپ نموده‌است و صدها مقالهٔ علمی و ادبی و اجتماعی نوشته‌است.